# Love & Devotion
Love & Devotion är singer-songwritern Jonathan Johanssons sjätte studioalbum, släppt den 11 november 2016 genom skivbolaget S:t C.

## Låtlista
1. "Bull City"
2. "Sommarkläder"
3. "Släng alla heartbreakstråkar"
4. "Vem av alla"
5. "Rosa himmel"
6. "Real Thing"
7. "Ti amo"
8. "Du så fin"
9. "Old News"
10. "We Above"
11. "Tinning mot tinning"